# Línguas crioulas de base francesa
As línguas crioulas de base francesa são um conjunto de línguas crioulas cujo vocabulário tem origem primária no francês. Foram formadas a partir do século XVII, no contexto da colonização francesa.
Não devem ser confundidas com variedades regionais da língua francesa. As línguas crioulas desenvolveram-se a partir da relexificação. Gramaticalmente, também são muito diferentes do francês e, portanto, não são mutuamente inteligíveis.

## Línguas crioulas de base léxica francesa
A classificação das línguas crioulas francesas segue critérios basicamente geográficos.
- Crioulos franceses da América
  - Com ape como uma marca de aspecto progressivo[1]
    - Crioulo da Luisiana
    - Crioulo haitiano

  - Com ka como uma marca de aspecto progressivo
    - Crioulo antilhano
      - Crioulo de Guadalupe
      - Crioulo da Dominica
      - Crioulo francês de Granada
      - Crioulo das Ilhas dos Santos
      - Crioulo da Martinica
      - Crioulo de Santa Lúcia
      - Crioulo francês de Trindade e Tobago

    - Crioulo da Guiana Francesa
    - Lanc-patuá (falado no estado brasileiro do Amapá)
- Crioulos franceses do oceano índico
  - Crioulo bourbonnais
    - Crioulo de Agalega
    - Crioulo chagossiano
    - Crioulo mauriciano
    - Crioulo de Reunião
    - Crioulo de Rodrigues
    - Crioulo de Seicheles
- Crioulo franceses do oceano Pacífico
  - Tayo (falado na Nova Caledônia)